# (286) Iclea
(286) Iclea – planetoida z pasa głównego asteroid okrążająca Słońce w ciągu 5 lat i 260 dni w średniej odległości 3,19 j.a. Została odkryta 3 sierpnia 1889 roku w Obserwatorium Uniwersyteckim w Wiedniu przez Johanna Palisę. Nazwa planetoidy pochodzi od bohaterki noweli Uranie Camille Flammariona.